# Hermann Hesslingh
Hermann Hesslingh (* 19. Oktober 1750 in Emden; † 26. Oktober 1833 in Aurich) war Vizedirektor der königlichen Justizkanzlei in Aurich. Er diente als Jurist preußischen, holländischen, französischen sowie hannoverischen Herren und ist damit ein Beispiel für die Umbrüche in der Zeit zwischen 1800 und 1815.

## Leben

### Herkunft
Seine Eltern waren der Bürgermeister von Emden Johannes Hesslingh (1708–1761) und dessen Ehefrau Wolbrechte, geborene Niemann (1716–1762).

### Karriere
Hesslingh erhielt seine schulische Bildung auf dem Gymnasium in Lingen und studierte nach seinem Abschluss Jura an der Universität Halle. Nach seinem Studium wurde er am 30. April 1772 Auskultator bei der preußischen Regierung von Ostfriesland und stieg nach kurzer Zeit zum Referenten auf. Während der Justizreform von 1780 wurde er Assistenzrat beim Regierungcollegium in Aurich. Bereits 1785 stieg er zum Regierungsrat auf und wurde Mitglied des obersten Spruchsenats. Ab 1799 (spätestens) gehörte er auch zu den Vertretern des Städte-Stands im Landschaftlichen Administrations-Collegium. Ab 1805 (spätestens) war er zudem Justitiar des Provinzial-Banco-Comptoirs in Emden.
Nach dem verlorenen Krieg von 1806 wurde Ostfriesland zunächst holländisch und dann französisch. Hesslingh wurde Vizepräsident des Tribunals in Aurich. Nach dem Ende der Befreiungskriege und der Wiederherstellung der preußischen Justizverfassung fiel ihm die Aufgabe zu, mit dem Regierungspräsidenten Schlechtendal die Justizbehörden zu reorganisieren. 1815 wurde er zum Direktor der provisorischen Oberlandesgerichtskommission ernannt. 1817 wurde er Vizedirektor der Justizkanzlei in Aurich mit dem Pupillenkollegium und Rat im Konsistorium in Aurich.
Anlässlich seines 50-jährigen Dienstjubiläums am 30. April 1822 wurde er vom preußischen König mit dem Roten Adlerorden 3. Klasse ausgezeichnet.

### Familie
Hesslingh heiratete am 11. Juli 1782 in Esens Sophie Marie von Halem (1761–1828), eine Tochter des Oberamtmanns Gerhard Henrich von Halem. Einziges überlebendes Kind aus der Ehe war die Tochter Charlotte (1785–1858), die am 10. Juni 1804 in Aurich den Geheimen Regierungsrat Christian Sethe (1778–1864) ehelichte. Sie erbte das bedeutende Vermögen ihres Vaters und legte damit den Grundstock für die immer noch bestehende Sethestiftung.